# 馬息嶺滑雪場

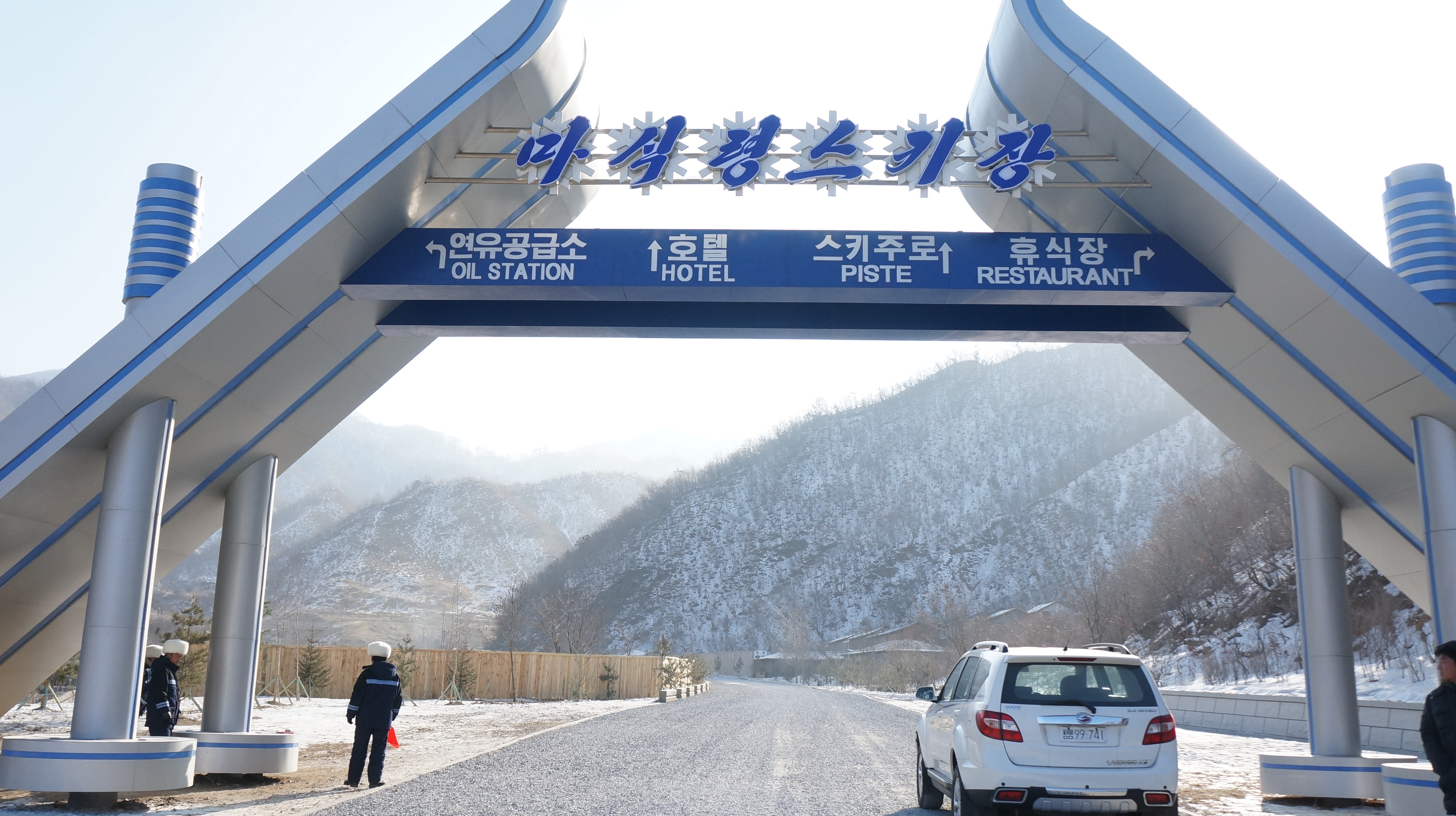
大門

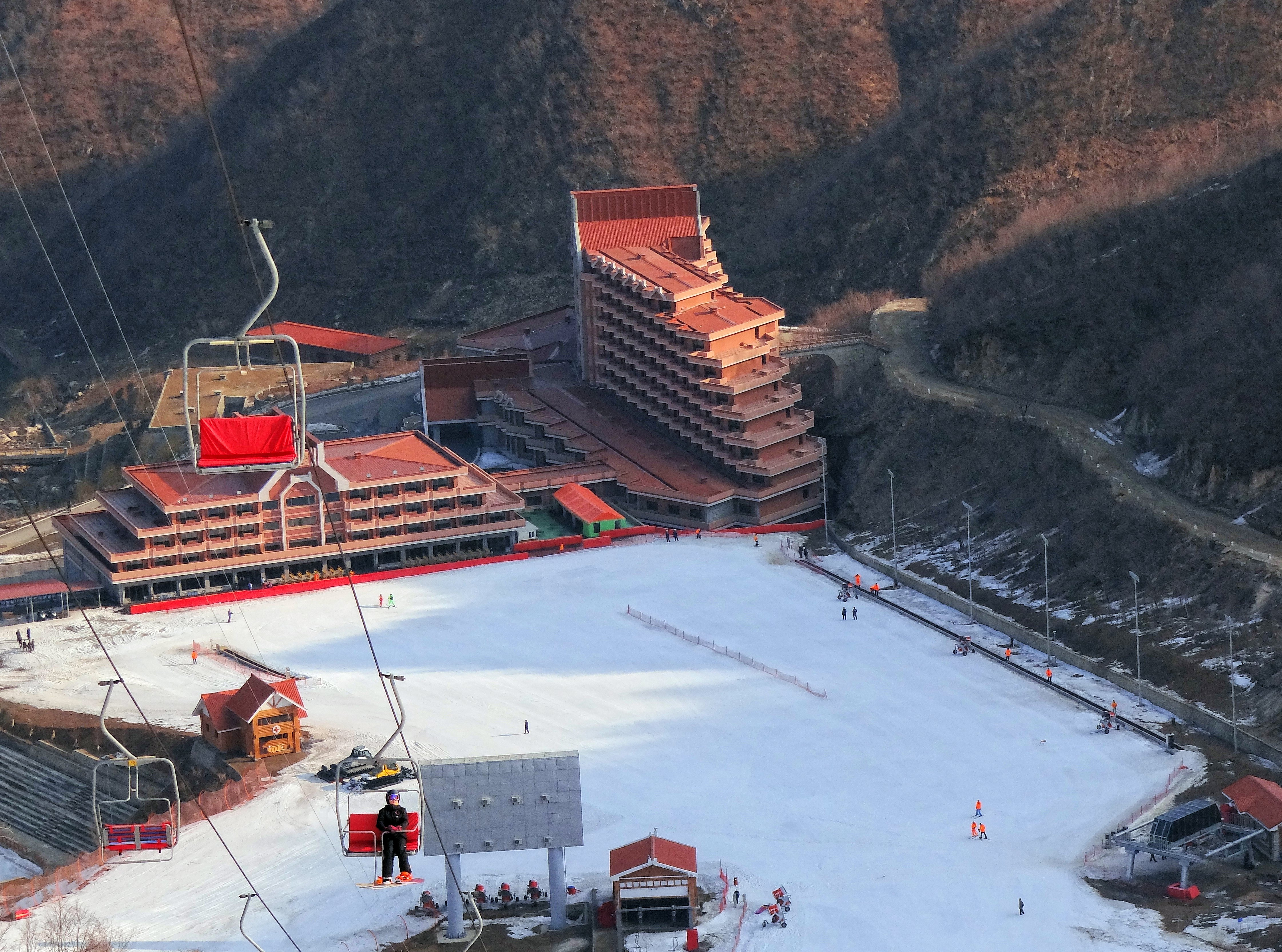
全景

馬息嶺滑雪場（朝鲜语：／）是位於朝鮮民主主義人民共和國江原道文川市與法洞郡之間的山脈馬息嶺的滑雪度假村，這是朝鮮民主主義人民共和國第一個亦是暫時唯一一個旅遊滑雪場。該滑雪地是由最高領導人金正恩於2012年下令興建，並於同年動工。為了於一年內完工，平壤當局每日動用萬名軍人投入興建工作。據報導，馬息嶺滑雪場有11條長2.5公里到5公里的滑雪道，還有2百間客房的飯店、直升機停機坪和行政大樓。然而，由於奧地利、法國，以及瑞士等國禁止國內的企業向北韓出售滑雪纜車等設施，因而引起平壤當局的不滿。

## 圖集

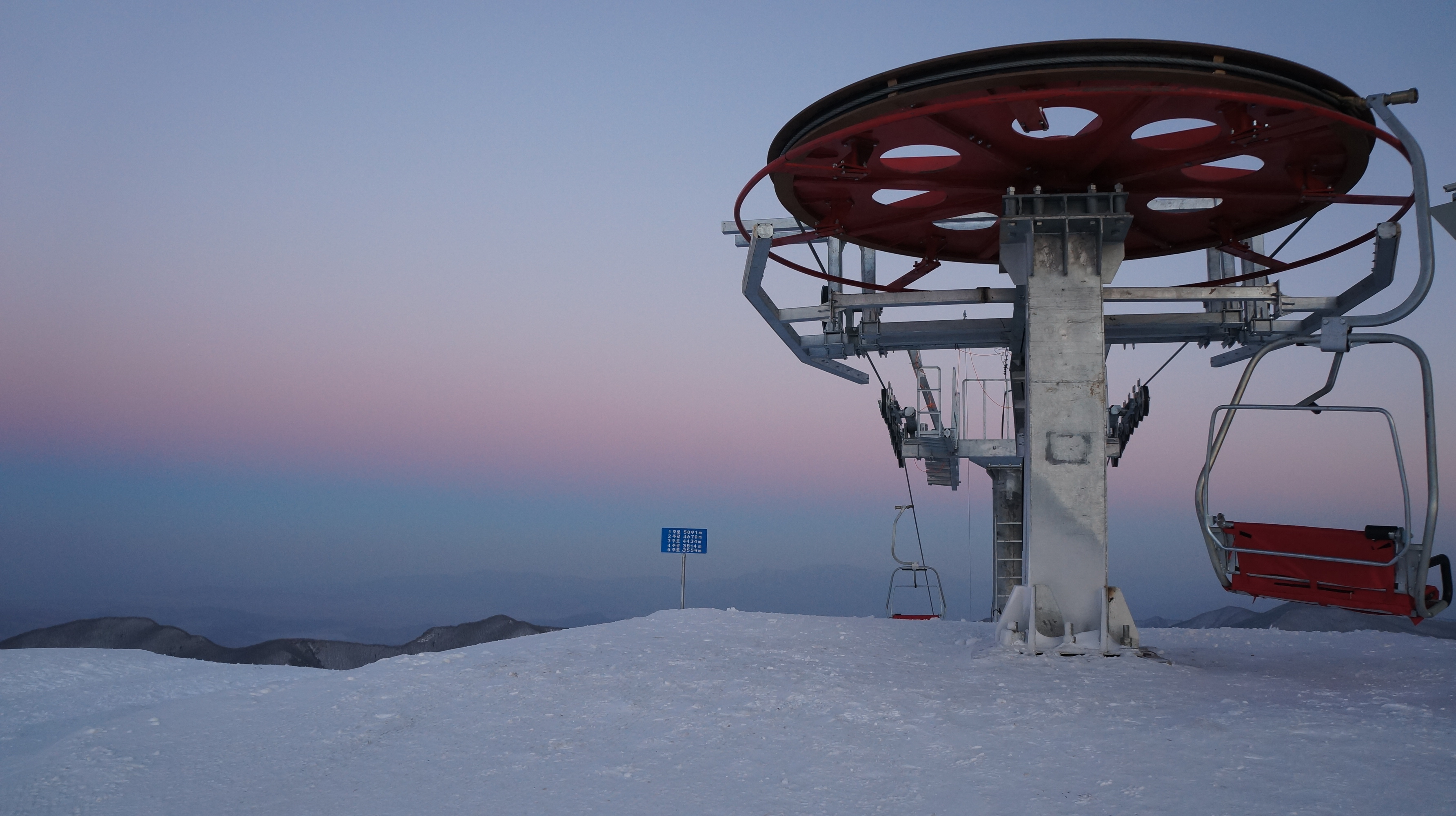
纜車
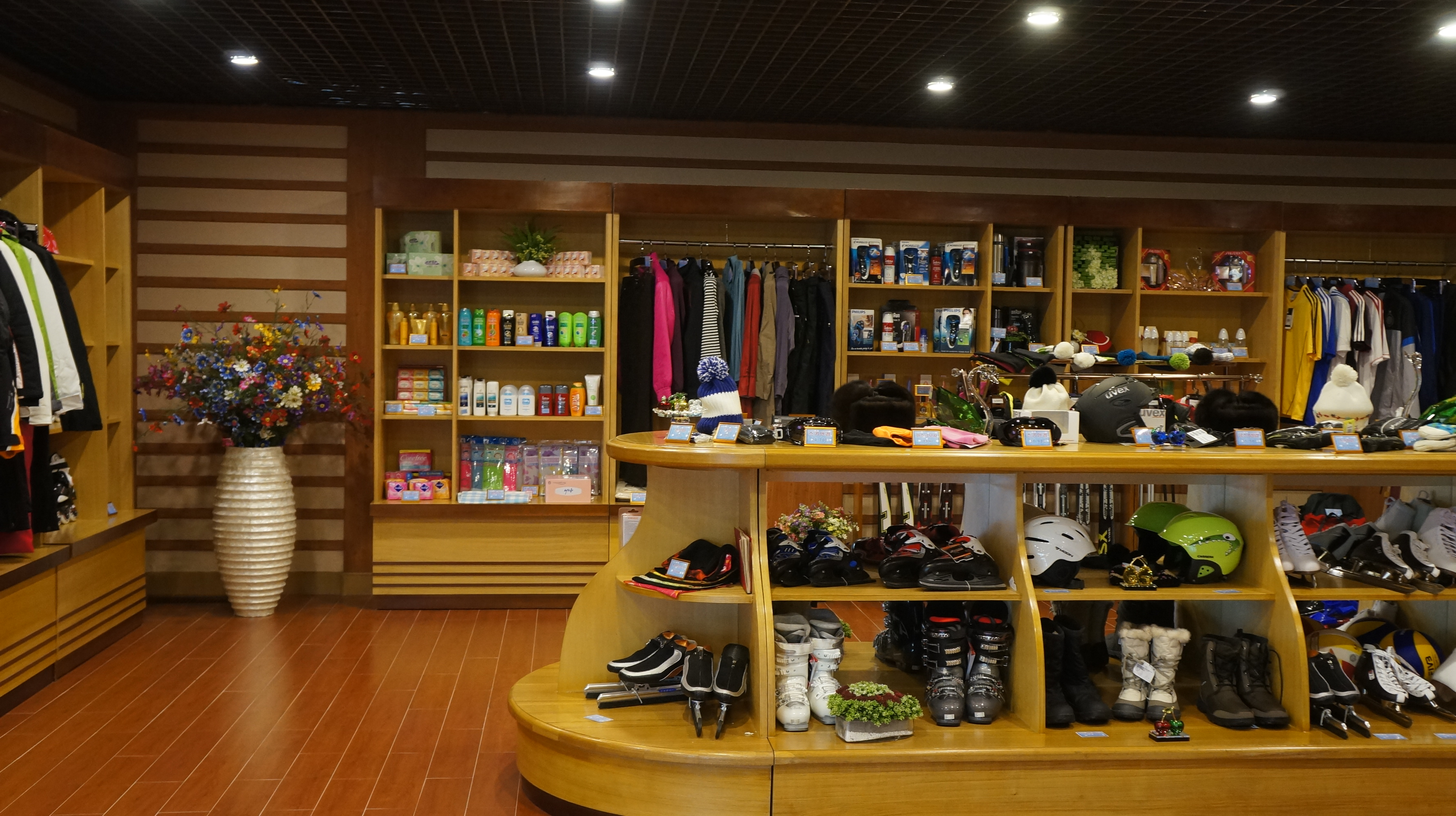
用品店
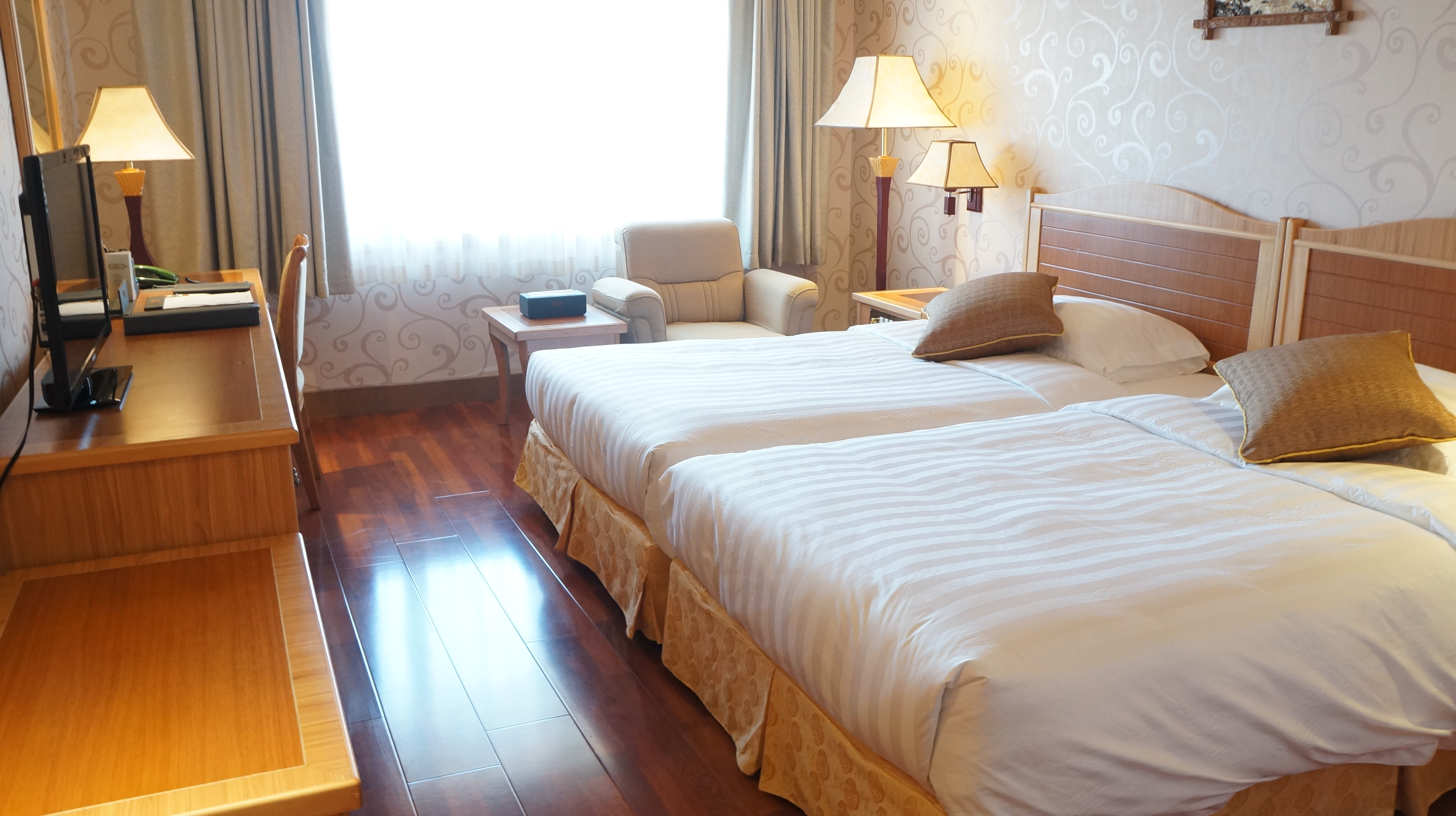
雙人房
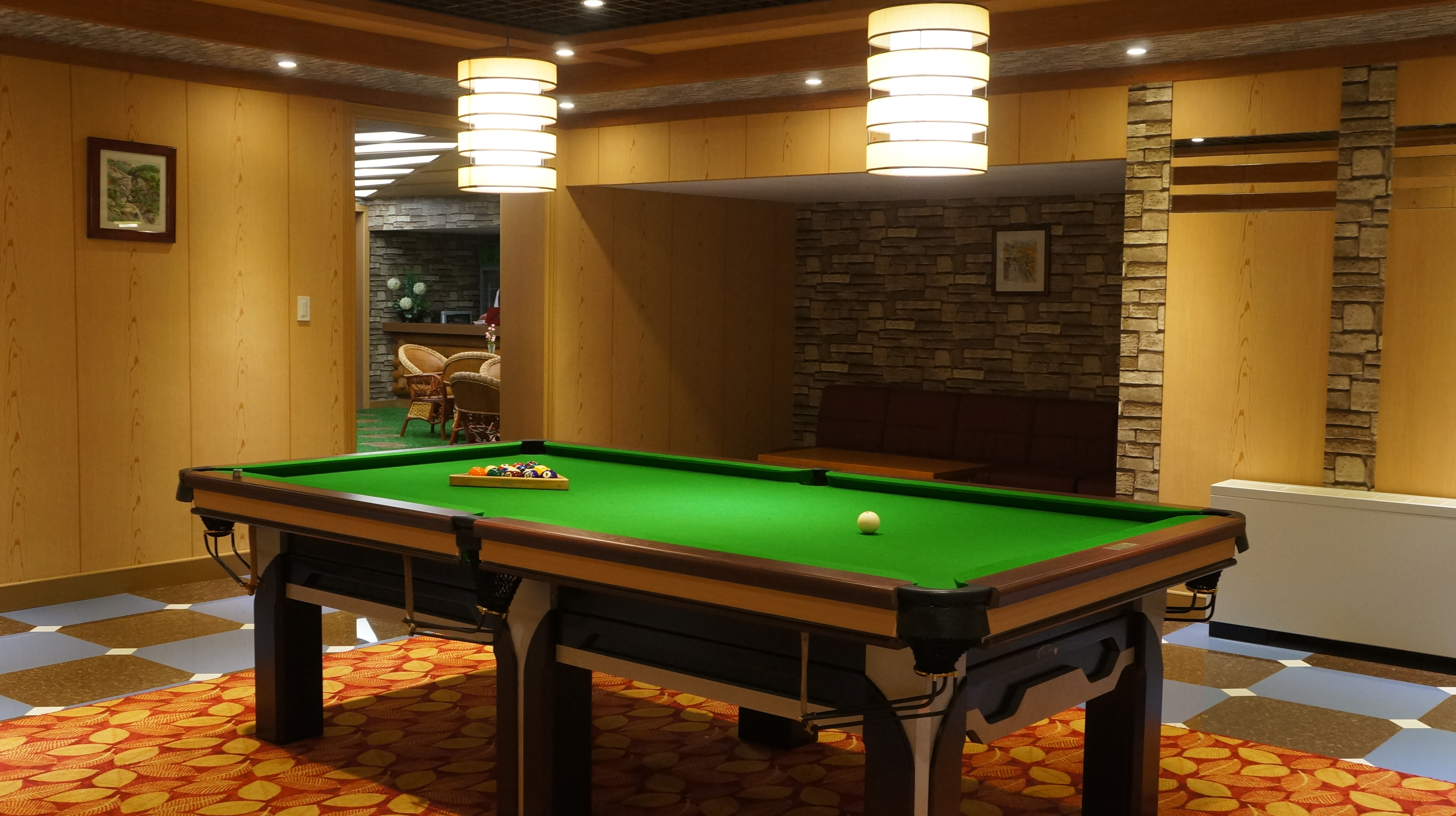
撞球間
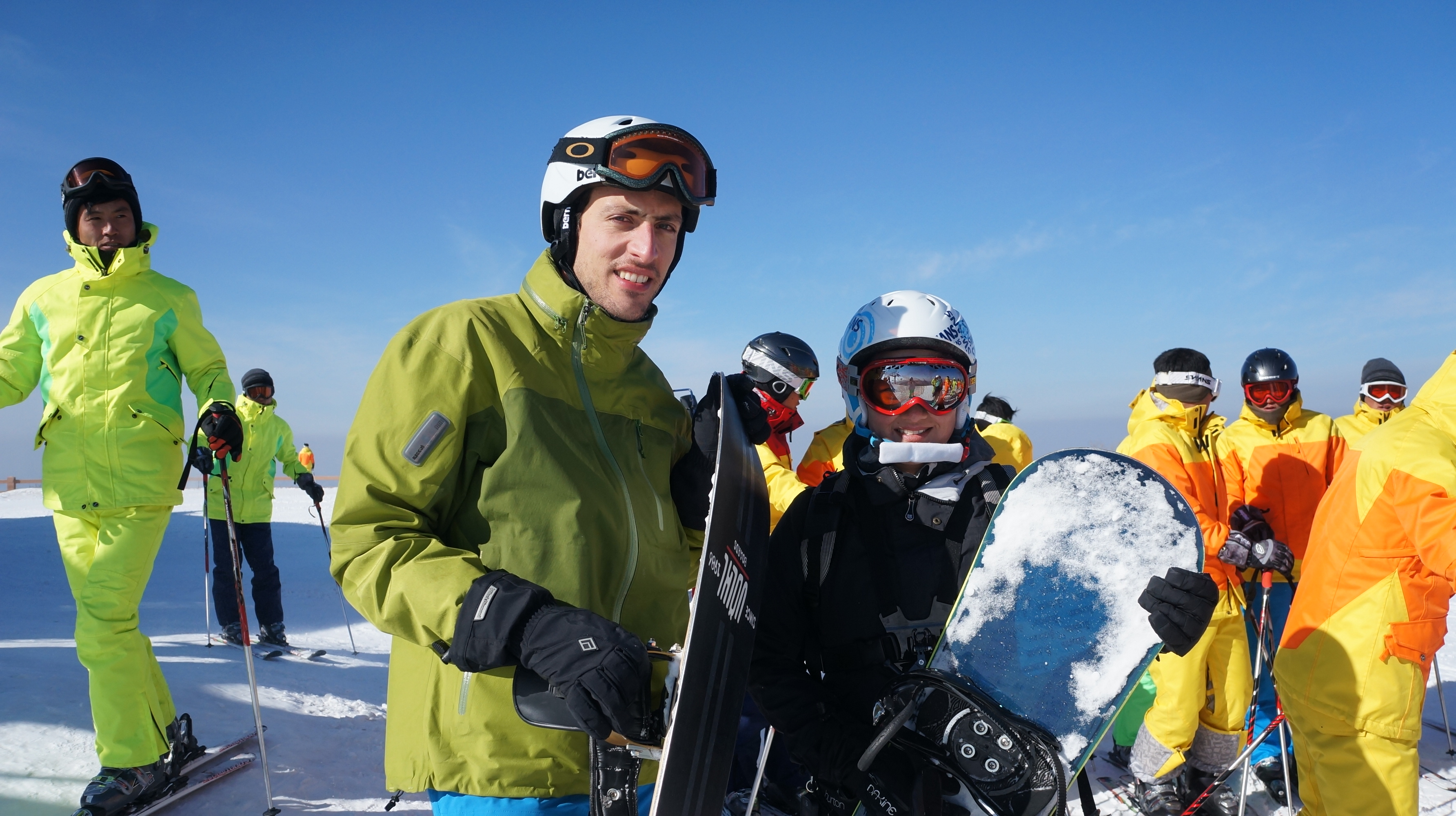
外國客團
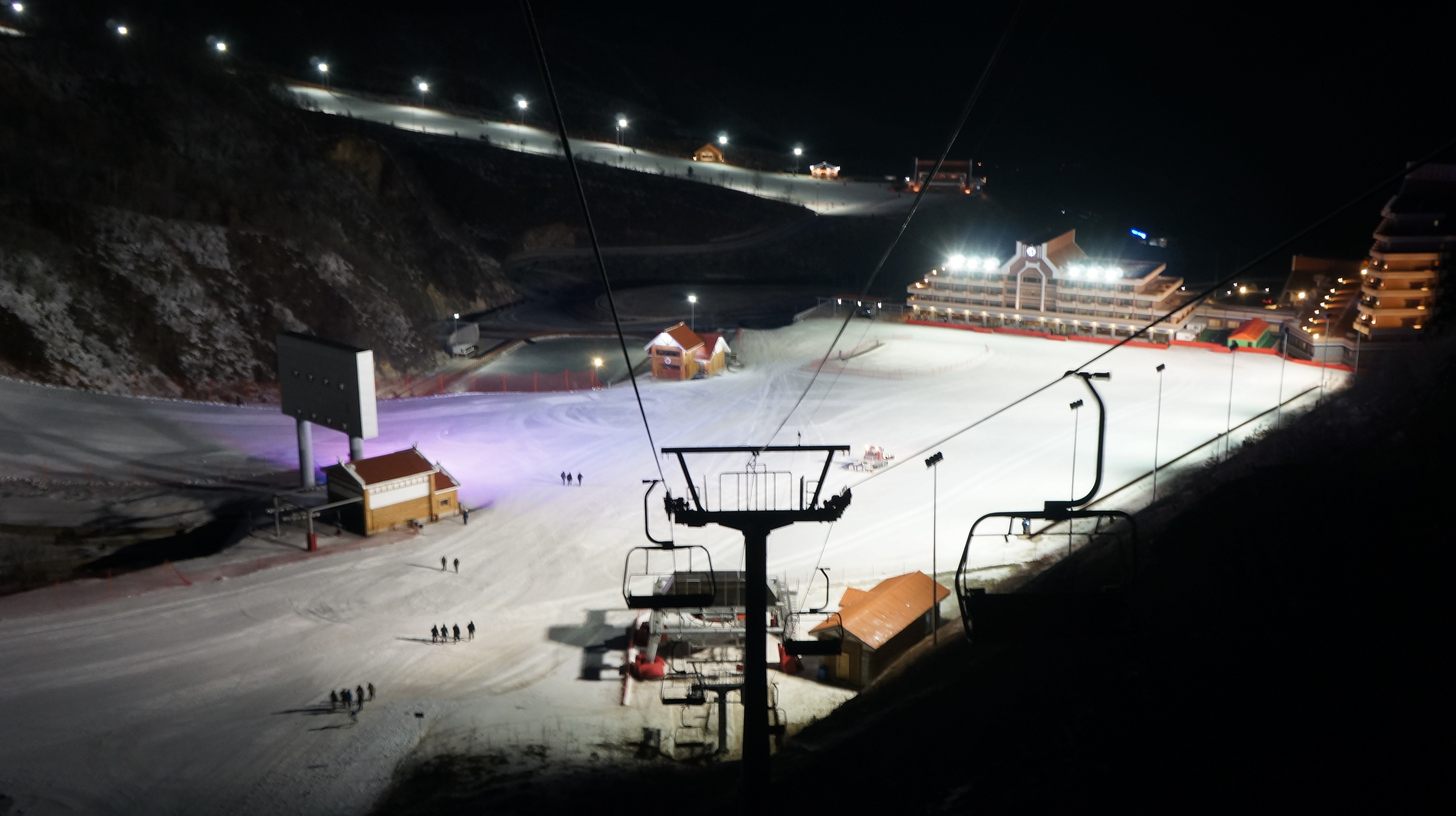
夜間滑道
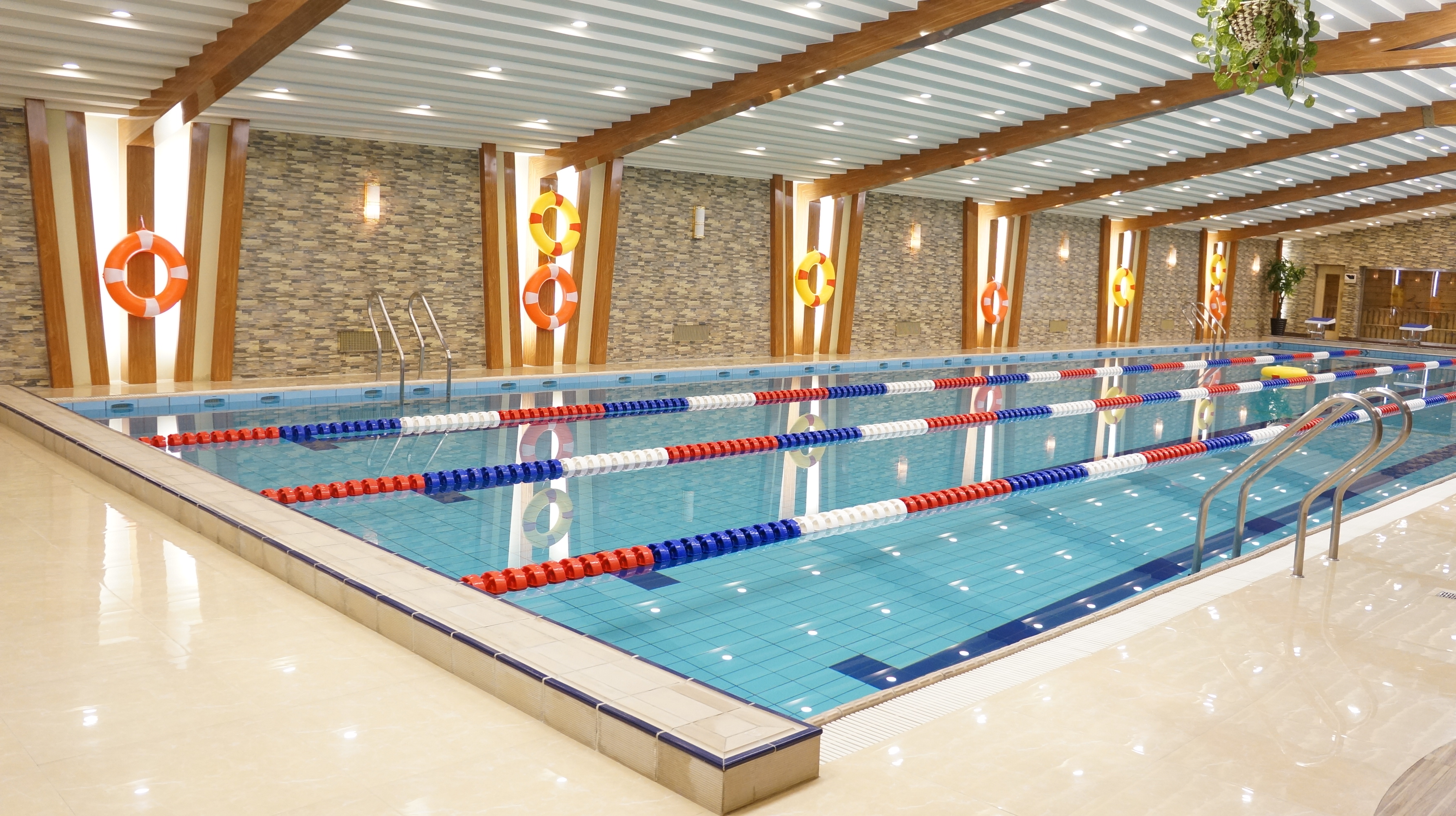
室內溫水泳池
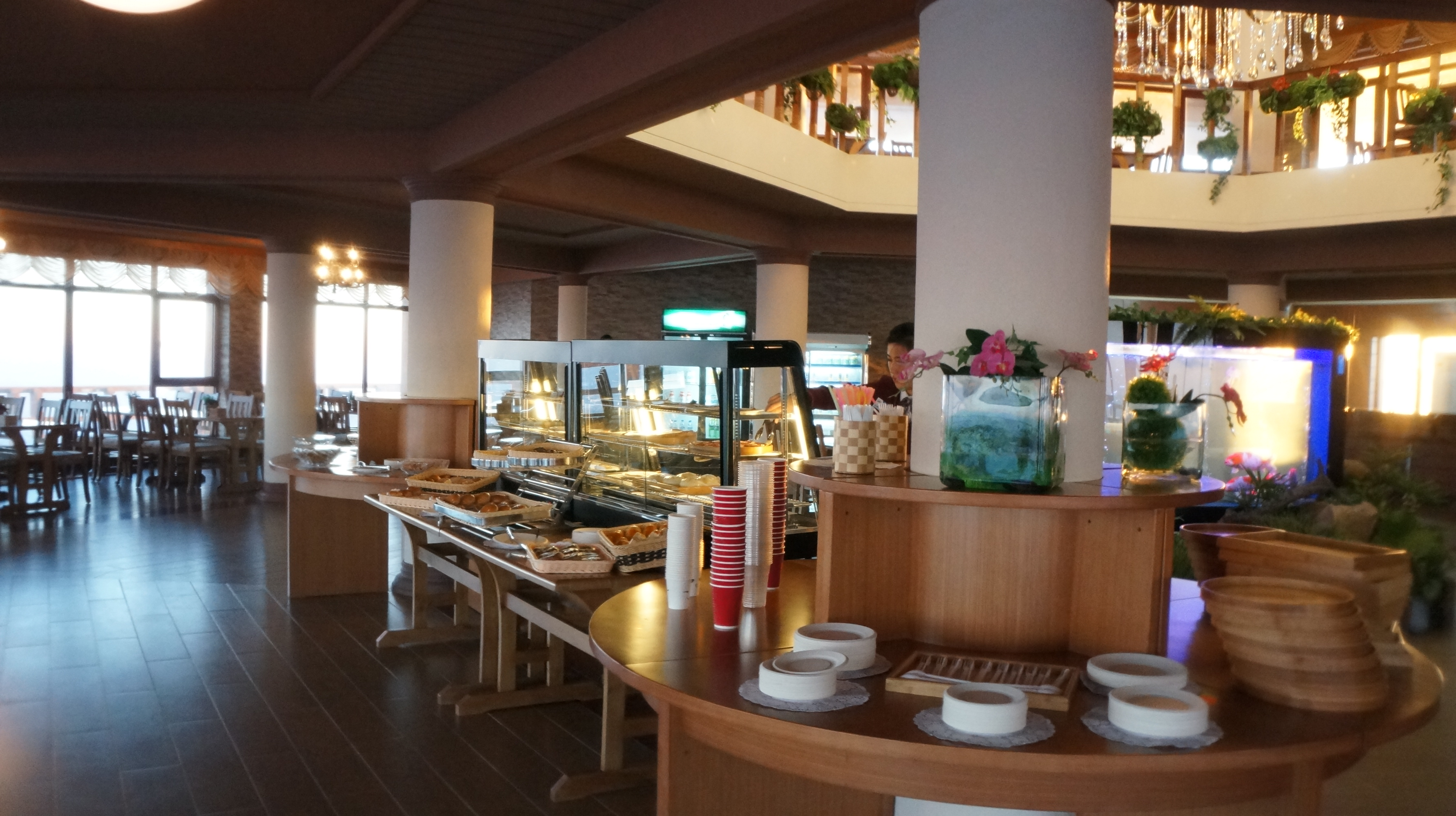
主餐廳
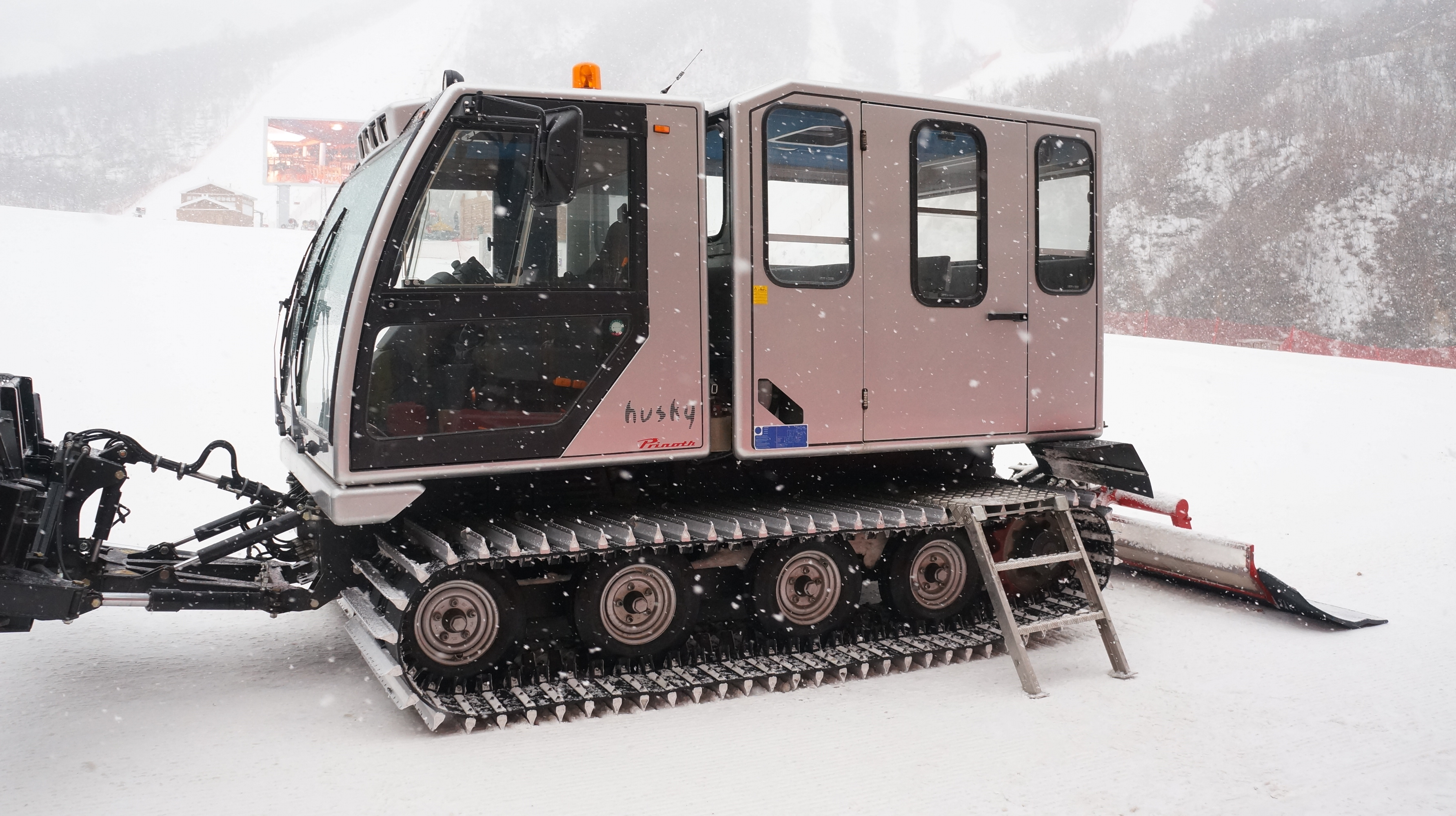
整場車

## 質疑
儘管平壤當局宣稱興建馬息嶺滑雪場只是為發展旅遊業以賺取外匯和為国民提供休憩用地，但各國還是對其舉動表示質疑。首先，由於北朝鮮全國只有5千人懂得滑雪。因此，這滑雪場的必要性受到懷疑。分析又相信這工程僅是為了滿足喜歡滑雪的金正恩的個人慾望。同時，輿論也認為北朝鮮興建該滑雪場是為了和大韓民國2018冬季奧運會的設施匹敵，後來當局同意派出10人前往參賽，兩國在統一代表團下一起出席。

## 資料來源
1. 1 2 3  "北韓不滿瑞士禁售滑雪設備：這又不能製造核武器" 《新華社》 25 08 2013
2. 1 2 3  "北朝鮮拚經濟 小金下令建滑雪場" 《民視新聞》 4 9 2013
3. 1 2  "北韓滑雪場爛地一片 周四開幕計劃恐成泡影" 《爽報》 7 10 2013
4. ↑  "瑞士禁止企業向北朝鮮出口滑雪場設備" 《朝鮮日報》中文版 21 8 2013
5. 1 2  "NKorea rushes to finish lavish ski resort" 《美聯社》 07 10 2013